# Veggerslev Sogn
Veggerslev Sogn er et sogn i Norddjurs Provsti (Århus Stift).
I 1800-tallet var Villersø Sogn anneks til Veggerslev Sogn. Begge sogne hørte til Djurs Nørre Herred i Randers Amt. Veggerslev-Villersø sognekommune blev ved kommunalreformen i 1970 indlemmet i Nørre Djurs Kommune, som ved strukturreformen i 2007 indgik i Norddjurs Kommune.
I Veggerslev Sogn ligger Veggerslev Kirke.
I sognet findes følgende autoriserede stednavne:
- Musefælden (bebyggelse)
- Veggerslev (bebyggelse, ejerlav)